# Escalada esportiva nos Jogos Olímpicos de Verão de 2024 - Velocidade masculino
A competição de velocidade masculino da escalada esportiva nos Jogos Olímpicos de Verão de 2024 foi disputada em 6 e 8 de agosto de 2024 no Local de Escalada Esportiva de Le Bourget, em Saint-Denis. Um total de 14 escaladores de 11 Comitês Olímpicos Nacionais (CON) participaram do evento. Foi a primeira aparição da disciplina como um evento próprio em Jogos Olímpicos.

## Qualificação
Um total de 14 escaladores se classificaram ao evento de velocidade em Paris 2024. Cada Comitê Olímpico Nacional (CON) só poderia inscrever no máximo dois competidoras, com as vagas sendo atribuídas nominalmente aos escaladores.

## Calendário
Horário local (UTC+2)
| Data                | Horário           | Fase                                         |
| ------------------- | ----------------- | -------------------------------------------- |
| 6 de agosto de 2024 | 13:00 13:35       | Qualificação das eliminatórias Eliminatórias |
| 8 de agosto de 2024 | 12:35 12:43 12:54 | Quartas de final Semifinal Final             |

## Medalhistas
| Ouro   | INA Veddriq Leonardo |
| Prata  | CHN Wu Peng          |
| Bronze | USA Sam Watson       |

## Recordes
Antes desta competição, os seguintes recordes eram estabelecidos:
| Velocidade       | Velocidade  | Velocidade | Velocidade | Velocidade          |
| ---------------- | ----------- | ---------- | ---------- | ------------------- |
| Recorde mundial  | Sam Watson  | 4.79       | Wujiang    | 12 de abril de 2024 |
| Recorde olímpico | Bassa Mawem | 5.45       | Tóquio     | 3 de agosto de 2021 |

## Resultados

### Qualificação das eliminatórias
Cada escalador subiu em duas linhas, com o melhor tempo sendo considerado. Os resultados definiram os emparelhamentos das eliminatórias.
| Pos. | Escalador              | Linha A | Linha B | Melhor tempo | Notas           |
| ---- | ---------------------- | ------- | ------- | ------------ | --------------- |
| 1    | INA Veddriq Leonardo   | 4.79    | 4.92    | 4.79         | Recorde mundial |
| 2    | KAZ Amir Maimuratov    | 4.89    | 8.45    | 4.89         | Recorde pessoal |
| 3    | USA Sam Watson         | 4.91    | 5.29    | 4.91         |                 |
| 4    | ITA Matteo Zurloni     | 5.16    | 4.94    | 4.94         | Recorde pessoal |
| 5    | CHN Wu Peng            | 5.01    | 5.07    | 5.01         |                 |
| 6    | IRI Reza Alipour       | 5.06    | 5.18    | 5.06         |                 |
| 7    | UKR Yaroslav Tkach     | 5.11    | 5.13    | 5.11         |                 |
| 8    | FRA Bassa Mawem        | 5.18    | 5.16    | 5.16         | Recorde pessoal |
| 9    | NZL Julian David       | 5.24    | 7.33    | 5.24         | Recorde pessoal |
| 10   | KOR Shin Eun-cheol     | 5.25    | 6.52    | 5.25         |                 |
| 11   | CHN Long Jinbao        | 6.09    | 5.29    | 5.29         |                 |
| 12   | USA Zach Hammer        | 6.05    | 6.06    | 6.05         |                 |
| 13   | RSA Joshua Bruyns      | 6.18    | Queda   | 6.18         |                 |
| 14   | INA Rahmad Adi Mulyono | FS      | 5.07    | FS           |                 |

### Eliminatórias
Os vencedores de cada bateria avançam para as quartas de final. O perdedor com o melhor tempo na qualificação das eliminatórias também avança.
| Bateria | Linha | Escalador              | Tempo | Notas |
| ------- | ----- | ---------------------- | ----- | ----- |
| 1       | A     | INA Veddriq Leonardo   | 4.98  | Q     |
| 1       | B     | INA Rahmad Adi Mulyono | 5.13  |       |
| 2       | A     | KAZ Amir Maimuratov    | 4.94  | Q     |
| 2       | B     | RSA Joshua Bruyns      | 5.84  |       |
| 3       | A     | USA Sam Watson         | 4.75  | Q,    |
| 3       | B     | USA Zach Hammer        | Queda |       |
| 4       | A     | ITA Matteo Zurloni     | 5.06  | Q     |
| 4       | B     | CHN Long Jinbao        | 5.18  |       |
| 5       | A     | CHN Wu Peng            | 5.00  | Q     |
| 5       | B     | KOR Shin Eun-cheol     | 7.24  |       |
| 6       | A     | IRI Reza Alipour       | 5.26  | q     |
| 6       | B     | NZL Julian David       | 5.20  | Q,    |
| 7       | A     | UKR Yaroslav Tkach     | 5.17  |       |
| 7       | B     | FRA Bassa Mawem        | 5.16  | Q,    |

### Fase final
A fase final da velocidade foi realizada em 8 de agosto de 2024 em confrontos eliminatórios até a definição dos medalhistas.
|  | Quartas de final     | Quartas de final     |                      |                  | Semifinal           | Semifinal           |  |  | Final | Final |
|  |                      |                      |                      |                  |                     |                     |  |  |       |       |
|  |                      |                      |                      |                  |                     |                     |  |  |       |       |
|  |                      |                      |                      |                  |                     |                     |  |  |       |       |
|  | USA Sam Watson       | 5.03                 |                      |                  |                     |                     |  |  |       |       |
|  | USA Sam Watson       | 5.03                 |                      |                  |                     |                     |  |  |       |       |
|  | NZL Julian David     | 5.65                 |                      |                  |                     |                     |  |  |       |       |
|  | NZL Julian David     | 5.65                 | USA Sam Watson       | 4.93             |                     |                     |  |  |       |       |
|  |                      |                      | USA Sam Watson       | 4.93             |                     |                     |  |  |       |       |
|  |                      | CHN Wu Peng          | 4.85                 |                  |                     |                     |  |  |       |       |
|  | ITA Matteo Zurloni   | CHN Wu Peng          | 4.85                 | 4.997            |                     |                     |  |  |       |       |
|  | ITA Matteo Zurloni   |                      |                      | 4.997            |                     |                     |  |  |       |       |
|  | CHN Wu Peng          | 4.995                |                      |                  |                     |                     |  |  |       |       |
|  | CHN Wu Peng          | 4.995                | CHN Wu Peng          | 4.77             |                     |                     |  |  |       |       |
|  |                      |                      | CHN Wu Peng          | 4.77             |                     |                     |  |  |       |       |
|  |                      | INA Veddriq Leonardo | 4.75                 |                  |                     |                     |  |  |       |       |
|  | INA Veddriq Leonardo | INA Veddriq Leonardo | 4.75                 | 4.88             |                     |                     |  |  |       |       |
|  | INA Veddriq Leonardo |                      |                      | 4.88             |                     |                     |  |  |       |       |
|  | FRA Bassa Mawem      | 5.26                 |                      |                  |                     |                     |  |  |       |       |
|  | FRA Bassa Mawem      | 5.26                 | INA Veddriq Leonardo | 4.78             | Disputa pelo bronze | Disputa pelo bronze |  |  |       |       |
|  |                      |                      | INA Veddriq Leonardo | 4.78             | Disputa pelo bronze | Disputa pelo bronze |  |  |       |       |
|  |                      | IRI Reza Alipour     | 4.84                 |                  |                     |                     |  |  |       |       |
|  | KAZ Amir Maimuratov  | IRI Reza Alipour     | 4.84                 | 6.14             | USA Sam Watson      | 4.74                |  |  |       |       |
|  | KAZ Amir Maimuratov  |                      |                      | 6.14             | USA Sam Watson      | 4.74                |  |  |       |       |
|  | IRI Reza Alipour     | 5.57                 |                      | IRI Reza Alipour | 4.88                |                     |  |  |       |       |
|  | IRI Reza Alipour     | 5.57                 |                      |                  | 4.88                |                     |  |  |       |       |
|  |                      |                      |                      |                  |                     |                     |  |  |       |       |
|  |                      |                      |                      |                  |                     |                     |  |  |       |       |